# Zeeland
Zeeland Hollandia egyik tartománya. Székhelye: Middelburg.